# Norwegischer Fußballpokal der Männer 1910
Der norwegische Fußballpokal 1910 (kurz auch NM-Cup 1910 genannt) war die neunte Austragung des Fußballpokalwettbewerbs der Männer. Pokalsieger wurde Titelverteidiger SFK Lyn Oslo. Das Team setzte sich wie in den beiden Jahren zuvor im Finale gegen Odds BK durch.

## 1. Runde
| Datum      |                     | Ergebnis  |                |
| ---------- | ------------------- | --------- | -------------- |
| 28.08.1910 | FK Kvik Trondhjem   | 0:4       | SFK Lyn Oslo   |
| 04.09.1910 | Stavanger IF        | 1:4       | Odds BK        |
|            | FK Ørn              | 1:3 n. V. | Fredrikstad FK |
|            | SFK Mercantile Oslo | 9:2       | FK Gjøvik Lyn  |

## Halbfinale
| Datum      |                | Ergebnis  |                     |
| ---------- | -------------- | --------- | ------------------- |
| 18.09.1910 | Fredrikstad FK | 1:2 n. V. | Odds BK             |
|            | SFK Lyn Oslo   | 3:0       | SFK Mercantile Oslo |

## Finale
| SFK Lyn Oslo                                             | SFK Lyn Oslo | Odds BK | Odds BK |
| -------------------------------------------------------- | --- | --- | ------- |
| SFK Lyn Oslo                                             | \| Finale \| \| 25. September 1910 in Kristiania (Gamle-Frogner-Stadion) \| \| Ergebnis: 4:2 (1:1) \| \| Zuschauer: 5.000 \| \| Schiedsrichter: Theodor Hansen \| \| Spielbericht \|           | \| Finale \| \| 25. September 1910 in Kristiania (Gamle-Frogner-Stadion) \| \| Ergebnis: 4:2 (1:1) \| \| Zuschauer: 5.000 \| \| Schiedsrichter: Theodor Hansen \| \| Spielbericht \| | Odds BK |
| SFK Lyn Oslo                                             | August Heiberg Kahrs – Alf Paus, Paul Due – Nikolai Ramm Østgaard, Erling Lorck, Henrik Nordby – Ragnvald Heyerdahl-Larsen, Kristian Krefting, Victor Nysted, Rolf Maartmann, Erling Maartmann | Thorstrup Rødseth – Peder Henriksen, Per Skou – Thoralf Grubbe, Marius Lund, Einar Pedersen – Otto Olsen, Sverre Hansen, Bjarne Gulbrandsen, August Fredriksen, Henry Reinholdt      | Odds BK |
| SFK Lyn Oslo                                             | 1:0 Victor Nysted (30.) 2:2 Kristian Krefting (75.) 3:2 Victor Nysted (76.) 4:2 Victor Nysted (77.)                                                                                            | 1:1 Bjarne Gulbrandsen (40.) 1:2 Henry Reinholdt (55.) | Odds BK |
| Finale                                                   | | |         |
| 25. September 1910 in Kristiania (Gamle-Frogner-Stadion) | | |         |
| Ergebnis: 4:2 (1:1)                                      | | |         |
| Zuschauer: 5.000                                         | | |         |
| Schiedsrichter: Theodor Hansen                           | | |         |
| Spielbericht                                             | | |         |